# Nur nicht heiraten
Nur nicht heiraten ist ein deutsches Stummfilmlustspiel von 1915 mit Henny Porten in der Hauptrolle.

## Handlung
Henny von Senden ist ein junger, ungestümer und unerzogener Backfisch, der seiner Pensionswirtin mit seinen Flausen im Kopf nichts als Kopfzerbrechen und schlaflose Nächte bereitet. Einzig bei ihrem jungen Literaturprofessor wird Henny ganz verlegen, denn sie ist in ihn bis über beide Ohren verliebt. Um den jungen, blondgelockten Mann auf die richtige Fährte zu bringen, schreibt sie in ihr Aufsatzheft ein vor sehnsuchtsvollen Zeilen triefendes Liebesgedicht, das auch er nicht mehr übersehen kann. Um festzustellen, ob er ihre schmalzig-schmachtenden Ergüsse gelesen hat und bereits darauf reagiert hat, klettert sie des Nachts per Leiter in des Professors Arbeitszimmer. Zu allem Unglück ist der pensionseigene Wachhund hellwach und bellt sich die Seele aus dem Leib, als Henny gerade die rotbeschrifteten Heftkorrekturen ihres Herzbuben liest. Und so kommt es, dass der Pensionsdrachen denselben Weg in des Professors Arbeitszimmer findet wie kurz zuvor Henny.
Die kecke Schülerin ist zutiefst bekümmert, weil der Professor sie offensichtlich für völlig überdreht hält. In ihrem Liebesschmerz will sich Henny in selbstmörderischer Absicht in den Landwehrkanal stürzen. Die deutsche Gründlichkeit macht ihr dabei einen Strich durch die Rechnung. Kaum zum Sprung ins kühle Nass bereit, kommt ein Parkwächter daher und macht der jungen Dame klar, dass das Baden im Kanal bei Strafe in Höhe von drei Mark strengstens verboten sei. Und da die Absicht eines Vergehens so viel zählt wie der Akt als solcher, will der pedantische Beamte Henny gleich hier diese drei Mark abknöpfen. Andernfalls, so droht er ihr, müsse er sie verhaften lassen. Nun ist zwar ihr Herz voll, jedoch ihre Taschen leer, und so naht Hennys Rettung in Gestalt eines jungen Mitstudenten, der für das überspannte Mädchen gern die drei Mark bezahlt.
So ganz überzeugt von Hennys Überlebenswillen ist der junge Mann nicht, und so folgt er ihr, bis sie in einer Konditorei einkehrt. Offensichtlich gedenkt sie nun ihr Leben mit einem Übermaß an Leckereien zu beenden und bestellt eine Spezialität, „Fliegerbomben mit Schlagsahne“, und das in kalorienexplosiver, fünffacher Ausfertigung. Derweil hat der Pensionsdrachen Hennys im Liebesschmerz geschriebenen Abschiedsbrief gefunden und gelesen und steht auf einmal vor ihr. Die Wirtin droht ihrem Problemkind mit Dauerarrest, und sei es nur deshalb, um sie vor einer Verzweiflungstat zu schützen. Hennys Freiheitswillen lässt sich jedoch durch Pensionsmauern nicht brechen, und so plant sie, auszubüxen. Vorher gibt sie ihren Pensionatsfreundinnen das Versprechen, dass fortan Männer in ihrem Leben keine Rolle mehr spielen sollen und die Ehe nie ein Thema sein werde. Henny flieht nach Hause, auf das väterliche Schloss derer von Senden.
Henny emanzipiert sich hier, wird ein Freigeist und lernt reiten, fechten, turnen und boxen. Als sich eines Tages ein Mann für sie zu interessieren beginnt, baut sie derart hohe Hürden auf, dass sie sich vor ihm sicher glaubt. Doch der Kavalier bestreitet alle sportlichen Aufgaben mit Glanz und Gloria, und so sagt Henny ihm zu, mit ihm eine „Ehe ohne Liebe und ohne alle Verpflichtungen“ eingehen zu wollen. Während der Hochzeitsreise würde sie gern getrennte Schlafzimmer haben, doch der räumliche Notstand zwingt die beiden zu einem Kompromiss, den Henny jedoch mit dem vorzeitigen Abbruch des Honeymoons beendet. Wieder daheim, sind beide Eheleute zutiefst frustriert. Hennys Vater mag diesem Elend nicht länger tatenlos zusehen und gibt dem ungeliebten Schwiegersohn den Rat, Henny doch eifersüchtig zu machen. Ihr Mann startet einen ziemlich stümperhaften Versuch und bändelt mit der schlosseigenen Zofe an. Henny wird tatsächlich wütend und schlüpft nun selber in die Rolle der Zofe. Jetzt hat auch die Liebe in ihrem Leben eine Chance. 

## Produktionsnotizen
Nur nicht heiraten entstand im Messter-Filmatelier in Berlins Blücherstraße 32, passierte die Filmzensur im September 1915 und wurde am 1. Oktober 1915 uraufgeführt. Der Film besaß drei Akte.

## Kritik
„Wenn sich wieder einmal Gelegenheit finden sollte, die künstlerische Laufbahn Henny Portens zu erörtern … so wird der gewissenhafte Chronist wohl in allererster Linie der Künstlerin wirklich unvergleichliche Leistung in dem Lustspiel „Nur nicht heiraten“ hervorzuheben haben. (…) Eine Reihe humorvoller Episoden, glänzend gezeichnete Gestalten und eine geistvolle Regie würzen die glücklich durchdachte Handlung dieses ganz hervorragenden Filmschwankes, in dem Henny Porten eine kaum zu überbietende Glanzleistung bietet.“